# Robert Lang (Eishockeyspieler)
Robert Lang (* 19. Dezember 1970 in Teplice, Tschechoslowakei) ist ein ehemaliger tschechischer Eishockeyspieler. Der Center absolvierte über 1000 Spiele in der National Hockey League, einen Großteil davon für die Los Angeles Kings, Pittsburgh Penguins, Washington Capitals und Detroit Red Wings. Mit der tschechischen Nationalmannschaft wurde er 1996 Weltmeister und 1998 Olympiasieger.

## Karriere

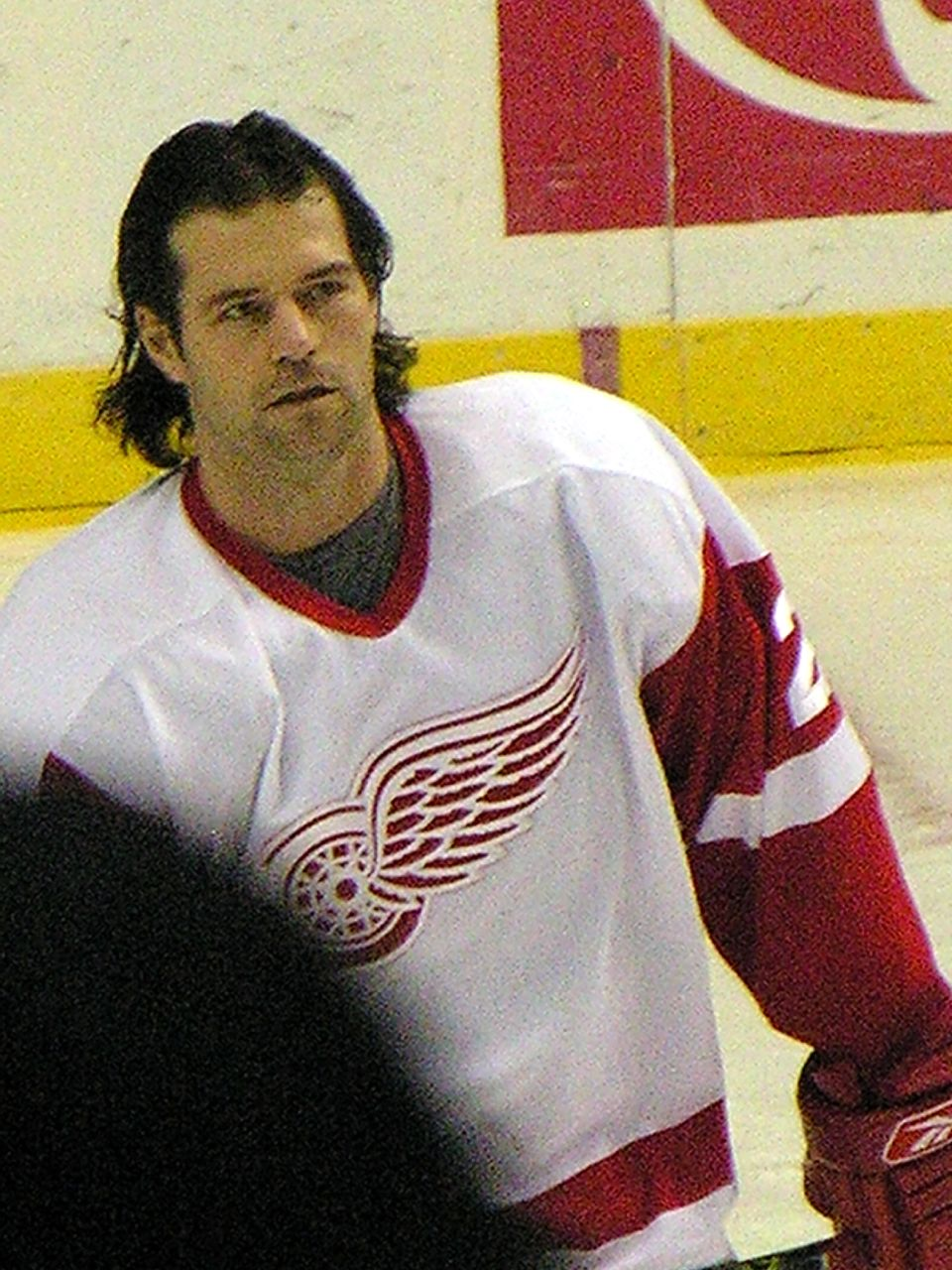
Lang im Trikot der Detroit Red Wings

Robert Lang begann seine Karriere beim HC Litvínov in der 1. Liga und wurde beim NHL Entry Draft 1990 von den Los Angeles Kings in der siebten Runde an 133. Position ausgewählt. Zur Saison 1992/93 wechselte er nach Nordamerika, spielte jedoch in den ersten beiden Jahren noch häufig bei den Phoenix Roadrunners, dem Farmteam der Kings, in der IHL.
Nach der Saison 1995/96 endete Langs Gastspiel in Los Angeles mit mäßigem Erfolg und er kehrte nach Europa zurück. Nach einer Saison mit dem HC Sparta Prag versuchte er es aber doch noch einmal in  den USA. Neben einem kurzen Abstecher für drei Spiele zu den Boston Bruins waren nun die Pittsburgh Penguins sein neues Team. Er konnte sich stetig steigern und so schaffte er es in den fünf Jahren in Pittsburgh endgültig, sich als feste Größe in der NHL zu etablieren.
2002 wechselte er zu den Washington Capitals. Kurz vor Ende seiner zweiten Saison in der Hauptstadt, als er die Scorer der Liga anführte und ins NHL All-Star Game 2004 berufen wurde, verpflichteten ihn die Detroit Red Wings. Anschließend wurde er mit dem Zlatá hokejka als bester tschechischer Spieler geehrt. In der Saison 2006/07 konnte er mit den Red Wings bis ins Finale der Western Conference vordringen. Im Sommer 2007 erhielt er keinen neuen Vertrag in Detroit und wechselte zu den Chicago Blackhawks, wo er mit 54 Punkten in 76 Spielen an die Leistung der Vorsaison anknüpfen konnte, mit dem Team jedoch die Playoffs verpasste. Nach nur einem Jahr in Chicago wurde Lang im September 2008 zu den Canadiens de Montréal transferiert. Einer Saison in Montréal folgte eine letzte Spielzeit bei den Phoenix Coyotes, bevor er seine aktive Karriere im Jahre 2010 beendete.
Im Dezember 2015 wurde Robert Lang in die Tschechische Eishockey-Ruhmeshalle aufgenommen.

## Erfolge und Auszeichnungen
- 2003 NHL-Offensivspieler des Monats November
- 2004 Teilnahme am NHL All-Star Game
- 2004 Zlatá hokejka
- 2015 Aufnahme in die Tschechische Eishockey-Ruhmeshalle

### International
| - 1992 Bronzemedaille bei den Olympischen Winterspielen - 1992 Bronzemedaille bei der Weltmeisterschaft - 1996 Goldmedaille bei der Weltmeisterschaft | - 1997 Bronzemedaille bei der Weltmeisterschaft - 1998 Goldmedaille bei den Olympischen Winterspielen - 2006 Bronzemedaille bei den Olympischen Winterspielen |

## Karrierestatistik

### International
| Vertrat die Tschechoslowakei bei: - Weltmeisterschaft 1992 - Olympischen Winterspielen 1992 | Vertrat Tschechien bei: - Weltmeisterschaft 1996 - World Cup of Hockey 1996 - Weltmeisterschaft 1997 | - Olympischen Winterspielen 1998 - Olympischen Winterspielen 2002 - Olympischen Winterspielen 2006 |

(Legende zur Spielerstatistik: Sp oder GP = absolvierte Spiele; T oder G = erzielte Tore; V oder A = erzielte Assists; Pkt oder Pts = erzielte Scorerpunkte; SM oder PIM = erhaltene Strafminuten; +/− = Plus/Minus-Bilanz; PP = erzielte Überzahltore; SH = erzielte Unterzahltore; GW = erzielte Siegtore; 1 Play-downs/Relegation; Kursiv: Statistik nicht vollständig)